# 霍爾斯特德 (堪薩斯州)
霍爾斯特德（英語：Halstead）是一個位於美國堪薩斯州哈維縣的城市。

## 地方資料
根據2020年美國人口普查的數據，霍爾斯特德的面積為3.49平方千米，當中陸地面積為3.49平方千米，而水域面積為0.00平方千米。當地共有人口2179人，而人口密度為每平方千米624.36人。